# B3リーグ 2021-22
B3リーグ 2021-22は、2021年10月1日から2022年5月1日まで開催されたB3リーグの第6回目のシーズンである。長崎ヴェルカが初優勝を果たした。

## 参加チーム
2021-2022シーズンのB3は15チームで行われる。
- アルティーリ千葉、SHINAGAWA CITY BASKETBALL CLUB（東京サンレーヴスよりチーム名変更）、山口ペイトリオッツ、長崎ヴェルカはB3クラブライセンスを取得し、新規に参入する[3]。
- 東京エクセレンスはホームタウンを横浜市に変更して、チーム名を横浜エクセレンスに変更[4]。
- アイシン アレイオンズは2021-22シーズンをもってリーグ退会[5]

| 地区 | チーム名                       | 略称     | ホームタウン             | ホームアリーナ             | 2022-23シーズン B2準加盟 | 2020-21所属      | ユニフォームサプライヤー | 備考                                              |
| ---- | ------------------------------ | -------- | ------------------------ | -------------------------- | ------------------------ | ---------------- | ------------------------ | ------------------------------------------------- |
| 東北 | 岩手ビッグブルズ               | 岩手     | 岩手県盛岡市             | 盛岡タカヤアリーナ         | ○                        | B3               | PENALTY                  |                                                   |
| 関東 | さいたまブロンコス             | 埼玉     | 埼玉県さいたま市・所沢市 | 浦和駒場体育館             | ○                        | B3               | UPSET                    |                                                   |
| 関東 | アルティーリ千葉               | A千葉    | 千葉県千葉市             | 千葉ポートアリーナ         | ○                        |                  | DESCENTE                 |                                                   |
| 関東 | 東京八王子ビートレインズ       | 八王子   | 東京都八王子市           | エスフォルタアリーナ八王子 | -                        | B3               | agrina                   |                                                   |
| 関東 | SHINAGAWA CITY BASKETBALL CLUB | 品川     | 東京都品川区             |                            | -                        |                  | LUXPERIOR                | 東京サンレーヴスより改称                          |
| 関東 | 横浜エクセレンス               | 横浜EX   | 神奈川県横浜市           | 横浜武道館                 | ○                        | B3               | PENALTY                  | 東京エクセレンスより改称                          |
| 北陸 | 金沢武士団                     | 金沢     | 石川県金沢市             | 金沢市総合体育館           | -                        | B3               | MUNTER                   |                                                   |
| 東海 | 岐阜スゥープス                 | 岐阜     | 岐阜県岐阜市             | OKBぎふ清流アリーナ        | ○                        | B3               | IN THE PAINT             |                                                   |
| 東海 | ベルテックス静岡               | 静岡     | 静岡県静岡市             | 静岡市中央体育館           | ○                        | B3               | IN THE PAINT             |                                                   |
| 東海 | アイシン アレイオンズ          | アイシン | 愛知県安城市             | 安城地区 希望の丘体育館    | -                        | B3               | CONVERSE                 | アイシン・エィ・ダブリュ アレイオンズ安城より改称 |
| 東海 | 豊田合成スコーピオンズ         | 豊田合成 | 愛知県稲沢市             | 豊田合成記念体育館         | -                        | B3               | BALLER'S                 |                                                   |
| 中国 | トライフープ岡山               | 岡山     | 岡山県岡山市             | ジップアリーナ岡山         | ○                        | B3               | EGOZARU                  |                                                   |
| 中国 | 山口ペイトリオッツ             | 山口     | 山口県                   | 宇部市俵田翁記念体育館     | -                        | 中国・四国・九州 | BFIVE                    |                                                   |
| 九州 | 長崎ヴェルカ                   | 長崎     | 長崎県長崎市             | 長崎県立総合体育館         | ○                        |                  | なし                     |                                                   |
| 九州 | 鹿児島レブナイズ               | 鹿児島   | 鹿児島県鹿児島市         | 西原商会アリーナ           | ○                        | B3               | PENALTY                  |                                                   |

- 「準加盟」
  - ○ - 承認済
  - －- 未承認、未申請、未加盟

## レギュレーション
15クラブによる4回総当たり（1クラブ56試合　全420試合）で行われる予定である。
2022-23シーズンのB2昇格チームは2020-21シーズンと2021-22シーズンのB2ライセンス取得のクラブから2クラブが選ばれる。

### 新型コロナウイルス感染拡大に伴う影響
2021年9月19日の天皇杯でアイシン アレイオンズと対戦したJR東日本秋田ペッカーズの所属選手が新型コロナウィルス感染症陽性となり、アイシン側で8名の濃厚接触者判定により、試合エントリー人数が規程人数に達しないため第1節のトライフープ岡山戦は中止となり、試合不成立で勝敗はつかず、代替試合も行わないこととなった。それ以降もコロナ感染による開催中止が相次いで、全420試合中、不成立（開催中止）が67 試合となった。

### 2022-23シーズンに向けた昇降格
2021年1月15日に2021-22シーズン終了後にB2との入替の対象（自動昇格もしくは入替戦）となるのは2クラブ（2020-21シーズンから1クラブ、2021-22シーズンから1クラブ）となることを発表。B2クラブライセンスを取得したクラブの中から、2020-21シーズンおよび2021-22シーズンの成績における最上位クラブ（4位以内）から決定。2クラブのシーズン順位が同一の場合は、順位決定戦を実施予定とした。その結果、2021-22シーズンのB3リーグ優勝の長崎ヴェルカのB2昇格が決まり、残り1枠を2020-21シーズンのB3リーグ2位のトライフープ岡山と2021-22シーズンのB3リーグ2位のアルティーリ千葉でB2昇格決定戦を行い、勝利したアルティーリ千葉のB2昇格が決定した。なおこの試合は日本生命 B.LEAGUE FINALS 2021-22の会場の東京体育館で2022年5月28日に開催された。

## 結果
| 順位 | チーム名                       | 勝 | 敗 | 勝率 | 得点 | 失点 | 得失点差 |
| 1    | 長崎ヴェルカ B2昇格            | 45 | 3  | .938 | 4866 | 3556 | 1310     |
| 2    | アルティーリ千葉 B2昇格        | 37 | 7  | .841 | 3932 | 3372 | 560      |
| 3    | ベルテックス静岡               | 35 | 10 | .778 | 4009 | 3346 | 663      |
| 4    | 鹿児島レブナイズ               | 34 | 13 | .723 | 4052 | 3649 | 403      |
| 5    | トライフープ岡山               | 29 | 14 | .674 | 3887 | 3428 | 459      |
| 6    | アイシン アレイオンズ          | 30 | 18 | .625 | 3799 | 3591 | 208      |
| 7    | さいたまブロンコス             | 27 | 17 | .614 | 3951 | 3555 | 396      |
| 8    | 岩手ビッグブルズ               | 28 | 21 | .571 | 3890 | 3681 | 209      |
| 9    | 東京八王子ビートレインズ       | 22 | 19 | .537 | 3434 | 3378 | 56       |
| 10   | 岐阜スゥープス                 | 19 | 29 | .396 | 3720 | 4005 | -285     |
| 11   | 横浜エクセレンス               | 19 | 29 | .396 | 3679 | 3806 | -127     |
| 12   | 山口ペイトリオッツ             | 12 | 40 | .231 | 4079 | 4808 | -729     |
| 13   | 豊田合成スコーピオンズ         | 9  | 39 | .188 | 3734 | 4319 | -585     |
| 14   | SHINAGAWA CITY BASKETBALL CLUB | 6  | 45 | .118 | 3543 | 4741 | -1198    |
| 15   | 金沢武士団                     | 1  | 49 | .020 | 3398 | 4738 | -1340    |

- 2022年5月1日終了時点の順位[8]
- 岐阜と横浜EXは勝率が同じだが、直接対決にて岐阜が横浜EXに3勝しているので上位[8]。

### 個人スタッツリーダー
| # | 得点                                     | 得点  | リバウンド                   | リバウンド | アシスト         | アシスト | スティール                               | スティール |
| # | 選手名                                   | avg   | 選手名                       | avg        | 選手名           | avg      | 選手名                                   | avg        |
| - | ---------------------------------------- | ----- | ---------------------------- | ---------- | ---------------- | -------- | ---------------------------------------- | ---------- |
| 1 | クリストファー・オリビエ（岡山）         | 23.78 | ジェイス・ジョンソン（岐阜） | 16.2       | 杉本慶（A千葉）  | 6.21     | アンソニー・ゲインズ・ジュニア（鹿児島） | 2.6        |
| 2 | アンソニー・ゲインズ・ジュニア（鹿児島） | 22.51 | ロバート・サンプソン（山口） | 12.58      | 長島蓮（埼玉）   | 4.83     | アレクシス・エールセネル（静岡）         | 2.35       |
| 3 | イバン・ラベネル（A千葉）                | 22.29 | ケビン・コッツァー（A千葉）  | 12.28      | 岡田雄三（静岡） | 4.4      | マット・ボンズ （長崎）                  | 2.19       |

| # | ブロックショット                         | ブロックショット | 3P成功率           | 3P成功率 | FT成功率               | FT成功率 |
| # | 選手名                                   | avg              | 選手名             | %        | 選手名                 | %        |
| - | ---------------------------------------- | ---------------- | ------------------ | -------- | ---------------------- | -------- |
| 1 | ロバート・サンプソン（山口）             | 1.96             | 大城侑朔（八王子） | 44.93    | 向井祐介（岡山）       | 91.67    |
| 2 | クリスチャン・カニンガム（鹿児島）       | 1.43             | 狩俣昌也（長崎）   | 44.72    | 小林大祐（A千葉）      | 86.73    |
| 3 | チュクゥディエベレ・マドゥアバム（岡山） | 1.42             | 向井祐介（岡山）   | 42.13    | ジェフ・ギブス（長崎） | 85.43    |

## 個人表彰
2022年5月6日に個人表彰が発表された。
| 賞                 | 受賞者                         | 所属             |
| ------------------ | ------------------------------ | ---------------- |
| 年間MVP            | マット・ボンズ                 | 長崎ヴェルカ     |
| 年間ベストファイブ | アンソニー・ゲインズ・ジュニア | 鹿児島レブナイズ |
| 年間ベストファイブ | 杉本慶                         | アルティーリ千葉 |
| 年間ベストファイブ | 狩俣昌也                       | 長崎ヴェルカ     |
| 年間ベストファイブ | イバン・ラベネル               | アルティーリ千葉 |
| 年間ベストファイブ | ジェフ・ギブス                 | 長崎ヴェルカ     |

## B2昇格決定戦
| B2昇格決定戦   |                  |     |     |     |
|                | 2022/05/28(土)   |     |     |     |
|                |                  |     |     |     |
| 2020-21 B3 2位 | トライフープ岡山 | 69  | --- | --- |
| 2021-22 B3 2位 | アルティーリ千葉 | 100 | --- | --- |
|                | 東京体育館       |     |     |     |

| 2022年5月28日 19:00 |

| レポート |

| トライフープ岡山 69, アルティーリ千葉 100                                                                                |  |                                                            |
| クォーター・スコア: 13-27, 14-36, 16-22, 26-15                                                                           |  |                                                            |
| Pts: ジェフリー・パーマー 18 Rebs: ジェフリー・パーマー、チュクゥディエベレ・マドゥアバム 6 Asts: ジェフリー・パーマー 4 |  | Pts: 杉本慶 24 Rebs: ケビン・コッツァー 15 Asts: 杉本慶 11 |
| A千葉 勝利により、B2リーグ2022-23昇格、岡山はB3リーグ 2022-23残留                                                        |  |                                                            |

## 2022-23シーズンB3公式試合参加資格
2022年4月25日のB3リーグ理事会で2022-23シーズンB3リーグ公式試合参加資格を審議し、下記の通りに決まった。これにより新規加入希望の4チームの2022-23シーズンからのB3リーグ参入が決まった。2022-23シーズンは16チームで行われる（アイシンは2021-22シーズンをもって活動終了）。
- B3リーグ公式試合参加資格　合格（18クラブ）
  - B3: 岩手（B2ライセンス所有）、埼玉（B2ライセンス所有）、A千葉（B2ライセンス所有）、品川、八王子、横浜EX（B2ライセンス所有）、金沢、岐阜（B2ライセンス所有）、静岡（B2ライセンス所有）、豊田合成、岡山（B2ライセンス所有）、山口、長崎（B2ライセンス所有）、鹿児島（B2ライセンス所有）
  - 新規参入: 東京U、立川、三重、湘南